# Got7/Diskografie
Diese Diskografie ist eine Übersicht über die musikalischen Werke der südkoreanischen Boygroup Got7. Den Schallplattenauszeichnungen zufolge hat sie bisher mehr als zwei Millionen Tonträger verkauft.

## Alben

### Studioalben
| Jahr                       | Titel Musiklabel                                              | Höchstplatzierung, Gesamtwochen, AuszeichnungChartplatzierungen (Jahr, Titel, Musiklabel, Platzierungen, Wochen, Auszeichnungen, Anmerkungen) | Höchstplatzierung, Gesamtwochen, AuszeichnungChartplatzierungen (Jahr, Titel, Musiklabel, Platzierungen, Wochen, Auszeichnungen, Anmerkungen) | Anmerkungen                                                  |
| Jahr                       | Titel Musiklabel                                              | KR | JP | Anmerkungen                                                  |
| -------------------------- | ------------------------------------------------------------- | --- | --- | ------------------------------------------------------------ |
| Südkoreanische Studioalben |                                                               | | |                                                              |
|                            |                                                               | | |                                                              |
| 2014                       | Identify JYP Entertainment                                    | KR1 (90 Wo.)KR | JP47 (2 Wo.)JP | Erstveröffentlichung: 18. November 2014                      |
| 2016                       | Flight Log: Turbulence JYP Entertainment                      | KR1 (83 Wo.)KR | JP23 (3 Wo.)JP | Erstveröffentlichung: 27. September 2016                     |
| 2018                       | Present: You JYP Entertainment                                | KR1 Platin · (29 Wo.)KR | JP12 (3 Wo.)JP | Erstveröffentlichung: 17. September 2018 Verkäufe: + 250.000 |
| 2018                       | Present: You & Me JYP Entertainment                           | KR1 (16 Wo.)KR | — | Erstveröffentlichung: 3. Dezember 2018                       |
| 2020                       | Breath of Love: Last Piece JYP Entertainment                  | KR3 Platin · (18 Wo.)KR | — | Erstveröffentlichung: 30. November 2020 Verkäufe: + 250.000  |
| Japanische Studioalben     |                                                               | | |                                                              |
|                            |                                                               | | |                                                              |
| 2016                       | Moriagatteyo (モリ↑ガッテヨ) Epic, Sony Music Japan           | — | JP3 (5 Wo.)JP | Erstveröffentlichung: 3. Februar 2016                        |
| 2019                       | Love Loop ~Sing for U Special Edition~ Epic, Sony Music Japan | — | — | Erstveröffentlichung: 18. Dezember 2019                      |

### EPs
| Jahr               | Titel Musiklabel                                         | Höchstplatzierung, Gesamtwochen, AuszeichnungChartplatzierungen (Jahr, Titel, Musiklabel, Platzierungen, Wochen, Auszeichnungen, Anmerkungen) | Höchstplatzierung, Gesamtwochen, AuszeichnungChartplatzierungen (Jahr, Titel, Musiklabel, Platzierungen, Wochen, Auszeichnungen, Anmerkungen) | Höchstplatzierung, Gesamtwochen, AuszeichnungChartplatzierungen (Jahr, Titel, Musiklabel, Platzierungen, Wochen, Auszeichnungen, Anmerkungen) | Anmerkungen                                                | [↑]: gemeinsam behandelt mit vorhergehendem Eintrag; [←]: in beiden Charts platziert |
| Jahr               | Titel Musiklabel                                         | KR | JP | CH | Anmerkungen                                                |                                                                                      |
| ------------------ | -------------------------------------------------------- | --- | --- | --- | ---------------------------------------------------------- | ------------------------------------------------------------------------------------ |
| Südkoreanische EPs |                                                          | | | |                                                            |                                                                                      |
|                    |                                                          | | | |                                                            |                                                                                      |
| 2014               | Got It? Entertainment                                    | KR2 (116 Wo.)KR | JP71 (1 Wo.)JP | — | Erstveröffentlichung: 20. Januar 2014                      |                                                                                      |
| 2014               | Got Love JYP Entertainment                               | KR1 (62 Wo.)KR | JP72 (1 Wo.)JP | — | Erstveröffentlichung: 23. Juni 2014                        |                                                                                      |
| 2015               | Just Right JYP Entertainment                             | KR3 (106 Wo.)KR | — | — | Erstveröffentlichung: 13. Juli 2015                        |                                                                                      |
| 2015               | Mad JYP Entertainment                                    | KR1 (98 Wo.)KR | JP39 (3 Wo.)JP | — | Erstveröffentlichung: 30. September 2015                   |                                                                                      |
| 2015               | Mad Winter Edition JYP Entertainment                     | KR2 (16 Wo.)KR[JP: ↑] | JP39 (3 Wo.)JP | — | Erstveröffentlichung: 23. November 2015                    |                                                                                      |
| 2016               | Flight Log: Departure JYP Entertainment                  | KR1 (101 Wo.)KR | JP21 (3 Wo.)JP | — | Erstveröffentlichung: 21. März 2016                        |                                                                                      |
| 2017               | Flight Log: Arrival JYP Entertainment                    | KR1 (39 Wo.)KR | JP9 (5 Wo.)JP | — | Erstveröffentlichung: 13. März 2017                        |                                                                                      |
| 2017               | 7 for 7 JYP Entertainment                                | KR1 (55 Wo.)KR | JP20 (3 Wo.)JP | — | Erstveröffentlichung: 10. Oktober 2017                     |                                                                                      |
| 2017               | 7 for 7: Present Edition JYP Entertainment[KR: ↑][JP: ↑] | KR1 (55 Wo.)KR | JP20 (3 Wo.)JP | — | Erstveröffentlichung: 7. Dezember 2017                     |                                                                                      |
| 2018               | Eyes on You JYP Entertainment                            | KR1 Platin · (33 Wo.)KR | JP13 (6 Wo.)JP | — | Erstveröffentlichung: 12. März 2018 Verkäufe: + 250.000    |                                                                                      |
| 2019               | Spinning Top JYP Entertainment                           | KR1 Platin · (18 Wo.)KR | JP13 (1 Wo.)JP | — | Erstveröffentlichung: 20. Mai 2019 Verkäufe: + 250.000     |                                                                                      |
| 2019               | Call My Name JYP Entertainment                           | KR1 Platin · (24 Wo.)KR | JP16 (1 Wo.)JP | — | Erstveröffentlichung: 4. November 2019 Verkäufe: + 250.000 |                                                                                      |
| 2020               | Dye Epic, Sony Music Japan                               | KR1 Platin · (19 Wo.)KR | — | — | Erstveröffentlichung: 20. April 2020 Verkäufe: + 250.000   |                                                                                      |
| 2022               | Got7 Epic, Sony Music Japan                              | KR2 ×2Doppelplatin · (4 Wo.)KR | — | CH27 (1 Wo.)CH | Erstveröffentlichung: 23. Mai 2022 Verkäufe: + 500.000     |                                                                                      |
| 2025               | Winter Heptagon Kakao Entertainment                      | KR3 (… Wo.)KR | — | — | Erstveröffentlichung: 20. Januar 2025                      |                                                                                      |
| Japanische EPs     |                                                          | | | |                                                            |                                                                                      |
|                    |                                                          | | | |                                                            |                                                                                      |
| 2016               | Hey Yah Epic, Sony Music Japan                           | — | JP3 (3 Wo.)JP | — | Erstveröffentlichung: 16. November 2016                    |                                                                                      |
| 2017               | Turn Up Epic, Sony Music Japan                           | — | JP3 (6 Wo.)JP | — | Erstveröffentlichung: 15. November 2017                    |                                                                                      |
| 2019               | I Won’t Let You Go Epic, Sony Music Japan                | — | JP1 (3 Wo.)JP | — | Erstveröffentlichung: 30. Januar 2019                      |                                                                                      |
| 2019               | Love Loop Epic, Sony Music Japan                         | — | JP2 (5 Wo.)JP | — | Erstveröffentlichung: 31. Juli 2019                        |                                                                                      |

## Singles
| Jahr | Titel Album                                                | Höchstplatzierung, Gesamtwochen, AuszeichnungChartplatzierungen (Jahr, Titel, Album, Platzierungen, Wochen, Auszeichnungen, Anmerkungen) | Höchstplatzierung, Gesamtwochen, AuszeichnungChartplatzierungen (Jahr, Titel, Album, Platzierungen, Wochen, Auszeichnungen, Anmerkungen) | Anmerkungen                                         |
| Jahr | Titel Album                                                | KR | JP | Anmerkungen                                         |
| --- | ---------------------------------------------------------- | --- | --- | --------------------------------------------------- |
| Südkoreanische Singles |                                                            | | |                                                     |
| |                                                            | | |                                                     |
| 2014 | Girls, Girls, Girls Got It? & Identify                     | KR21 (5 Wo.)KR | — | Erstveröffentlichung: 20. Januar 2014               |
| 2014 | A Got Love & Identify                                      | KR16 (7 Wo.)KR | — | Erstveröffentlichung: 23. Juni 2014                 |
| 2014 | Stop Stop It (하지하지마) Identify                         | KR25 (4 Wo.)KR | — | Erstveröffentlichung: 17. November 2014             |
| 2015 | Just Right (딱 좋아) Just Right                            | KR20 (5 Wo.)KR | — | Erstveröffentlichung: 13. Juli 2015                 |
| 2015 | If You Do (니가 하면) Mad                                  | KR9 (3 Wo.)KR | — | Erstveröffentlichung: 29. September 2015            |
| 2015 | Confession Song (고백송) Mad Winter Edition                | KR34 (1 Wo.)KR | — | Erstveröffentlichung: 2015                          |
| 2016 | Fly Flight Log: Departure                                  | KR9 (1 Wo.)KR | — | Erstveröffentlichung: 21. März 2016                 |
| 2016 | Home Run Flight Log: Departure                             | KR62 (1 Wo.)KR | — | Erstveröffentlichung: 12. April 2016                |
| 2016 | Hard Carry (하드캐리) Flight Log: Turbelence               | KR3 (2 Wo.)KR | — | Erstveröffentlichung: 27. September 2016            |
| 2017 | Never Ever Flight Log: Arrival                             | KR5 (2 Wo.)KR | — | Erstveröffentlichung: 13. März 2017                 |
| 2017 | You Are 7 for 7                                            | KR12 (2 Wo.)KR | — | Erstveröffentlichung: 10. Oktober 2017              |
| 2018 | One and Only You (너 하나만) Eyes on You                   | KR76 (4 Wo.)KR | — | Erstveröffentlichung: 28. Februar 2018 feat. Hyolyn |
| 2018 | Look Eyes on You                                           | KR15 (3 Wo.)KR | — | Erstveröffentlichung: 12. März 2018                 |
| 2018 | Lullaby Present: You                                       | KR19 (3 Wo.)KR | — | Erstveröffentlichung: 17. September 2018            |
| 2018 | Miracle Present: You & Me                                  | — | — | Erstveröffentlichung: 2018                          |
| 2019 | Eclipse Spinning Top                                       | KR65 (1 Wo.)KR | — | Erstveröffentlichung: 17. Mai 2019                  |
| 2019 | You Calling My Name (니가 부르는 나의 이름) Call My Name   | KR98 (1 Wo.)KR | — | Erstveröffentlichung: 1. November 2019              |
| 2020 | Not by the Moon Dye                                        | KR64 (1 Wo.)KR | — | Erstveröffentlichung: 17. April 2020                |
| 2020 | Breath (넌 날 숨 쉬게 해) Breath of Love: Last Piece       | — | — | Erstveröffentlichung: 2020                          |
| 2020 | Last Piece Breath of Love: Last Piece                      | KR75 (1 Wo.)KR | — | Erstveröffentlichung: 27. November 2020             |
| 2021 | Encore –                                                   | — | — | Erstveröffentlichung: 2021                          |
| 2022 | Nanana Got7                                                | KR87 (1 Wo.)KR | — | Erstveröffentlichung: 20. Mai 2022                  |
| 2025 | Python Winter Heptagon                                     | KR123 (1 Wo.)KR | — | Erstveröffentlichung: 2025                          |
| Japanische Singles |                                                            | | |                                                     |
| |                                                            | | |                                                     |
| 2014 | Around the World Moriagatteyo                              | — | JP3 (4 Wo.)JP | Erstveröffentlichung: 22. Oktober 2014              |
| 2015 | Love Train Moriagatteyo                                    | — | JP4 (3 Wo.)JP | Erstveröffentlichung: 10. Juni 2015                 |
| 2015 | Laugh Laugh Laugh Moriagatteyo                             | — | JP2 (4 Wo.)JP | Erstveröffentlichung: 23. September 2015            |
| 2017 | My Swagger –                                               | — | JP3 (5 Wo.)JP | Erstveröffentlichung: 24. Mai 2017                  |
| 2018 | The New Era –                                              | — | JP2 (4 Wo.)JP | Erstveröffentlichung: 24. April 2018                |
| Folgende Lieder erschienen nicht als Single, wurden aber durch das Album zum Download und Streaming bereitgestellt und konnten somit eine Platzierung erlangen: |                                                            | | |                                                     |
| |                                                            | | |                                                     |
| 2014 | I Like You (난 니가 좋아) Got It?                          | KR152 (1 Wo.)KR | — | Charteinstieg: 2014                                 |
| 2014 | Follow Me (따라와) Got It?                                 | KR165 (1 Wo.)KR | — | Charteinstieg: 2014                                 |
| 2014 | Forever Young Got Love                                     | KR172 (1 Wo.)KR | — | Charteinstieg: 2014                                 |
| 2014 | Gimme Identify                                             | KR167 (1 Wo.)KR | — | Charteinstieg: 2014                                 |
| 2015 | My Whole Body Is Reacting (온몸이 반응해) Just Right       | KR164 (1 Wo.)KR | — | Charteinstieg: 2015                                 |
| 2015 | Before the Full Moon Rises (보름달이 뜨기 전에) Just Right | KR179 (1 Wo.)KR | — | Charteinstieg: 2015                                 |
| 2016 | Can’t (못하겠어) Flight Log: Departure                     | KR172 (1 Wo.)KR | — | Charteinstieg: 2016                                 |
| 2016 | Let Me Flight Log: Turbulence                              | KR189 (1 Wo.)KR | — | Charteinstieg: 2016                                 |

## Videoalben
| Jahr                      | Titel Musiklabel                                                                     | Höchstplatzierung, Gesamtwochen, AuszeichnungChartsChartplatzierungen (Jahr, Titel, Musiklabel, Platzierungen, Wochen, Auszeichnungen, Anmerkungen) | Anmerkungen                              |
| Jahr                      | Titel Musiklabel                                                                     | JP | Anmerkungen                              |
| ------------------------- | ------------------------------------------------------------------------------------ | --- | ---------------------------------------- |
| Japanische Videoalben     |                                                                                      | |                                          |
|                           |                                                                                      | |                                          |
| 2015                      | Got7 1st Japan Tour 2014 “Around the World” in Makuhari Messe Epic, Sony Music Japan | JP21 (3 Wo.)JP | Erstveröffentlichung: 25. März 2015      |
| 2016                      | Got7 Japan Tour 2016 “モリ↑ガッテヨ” in Makuhari Messe Epic, Sony Music Japan        | JP4 (3 Wo.)JP | Erstveröffentlichung: 3. August 2018     |
| 2018                      | Got7 Arena Special 2017 “My Swagger” Epic, Sony Music Japan                          | JP10 (4 Wo.)JP | Erstveröffentlichung: 25. April 2018     |
| 2018                      | Got7 Japan Tour 2017 “Turn Up” in Nippon Budokan Epic, Sony Music Japan              | JP5 (5 Wo.)JP | Erstveröffentlichung: 14. November 2018  |
| 2019                      | Got7 Arena Special 2018-2019 “Road 2 U” Epic, Sony Music Japan                       | JP10 (2 Wo.)JP | Erstveröffentlichung: 23. Oktober 2019   |
| 2020                      | Got7 Japan Tour 2019 “Our Loop” Epic, Sony Music Japan                               | JP6 (2 Wo.)JP | Erstveröffentlichung: 2. September 2020  |
| Südkoreanische Videoalben |                                                                                      | |                                          |
|                           |                                                                                      | |                                          |
| 2015                      | 1st Fanmeeting Anniversary 365+ JYP Entertainment                                    | — | Erstveröffentlichung: 29. Juni 2015      |
| 2016                      | 2nd Fanmeeting Amazing Got7 World JYP Entertainment                                  | — | Erstveröffentlichung: 14. Juli 2016      |
| 2017                      | GOT7 1st Concert Fly in Seoul Final JYP Entertainment                                | — | Erstveröffentlichung: 8. Mai 2017        |
| 2017                      | 3rd Fanmeeting GOT7 ♥︎ IGOT7 JYP Entertainment                                        | — | Erstveröffentlichung: 20. September 2017 |
| 2019                      | GOT7 2018 World Tour "Eyes On You" JYP Entertainment                                 | — | Erstveröffentlichung: 1. Februar 2019    |
| 2019                      | 5th Fanmeeting GOT7 ♥︎ IGOT7 "Fly Got7" JYP Entertainment                             | — | Erstveröffentlichung: 6. September 2019  |
| 2020                      | GOT7 2019 World Tour "Keep Spinning" in Seoul JYP Entertainment                      | — | Erstveröffentlichung: 27. März 2020      |

## Musikvideos
| Jahr | Titel                                 | Regisseur(e)                                            |
| ---- | ------------------------------------- | ------------------------------------------------------- |
| 2014 | Girls Girls Girls                     | Kim Young-jo, Yoo Joon-seok (Naive Creative Production) |
| 2014 | A                                     | Kim Young-jo, Yoo Joon-seok (Naive Creative Production) |
| 2014 | Stop Stop It (하지하지마; Hajihajima) | Kim Young-jo, Yoo Joon-seok (Naive Creative Production) |
| 2015 | Just Right (딱 좋아; Ttak joh-a)      | Kim Young-jo, Yoo Joon-seok (Naive Creative Production) |
| 2015 | If You Do (니가 하면; Niga hamyeon)   | Kim Young-jo, Yoo Joon-seok (Naive Creative Production) |
| 2015 | Confession Song (고백송; Gobaeksong)  | Kim Young-jo, Yoo Joon-seok (Naive Creative Production) |
| 2016 | Fly                                   | Kim Young-jo, Yoo Joon-seok (Naive Creative Production) |
| 2016 | Hard Carry (하드캐리; Hadeukaeri)     | OJun Kwon (AR Film)                                     |
| 2017 | Never Ever                            | OJun Kwon (AR Film)                                     |
| 2017 | You Are                               | Lee Gi-baek (Tiger Cave)                                |
| 2018 | Look                                  | Naive Creative Production                               |
| 2018 | Lullaby                               | Naive Creative Production                               |
| 2018 | Miracle                               | Naive Creative Production                               |
| 2019 | Eclipse                               | Naive Creative Production                               |
| 2019 | You Calling My Name                   | Doori Kwak (GDW)                                        |
| 2020 | Not By The Moon                       | Hobin (A Hobin Film)                                    |
| 2020 | Breath                                | Bang Jae-yeob                                           |
| 2020 | Last Piece                            | Bang Jae-yeob                                           |
| 2021 | Encore                                | Mamesjao                                                |
| 2022 | Nanana                                | Hiijack                                                 |
| 2025 | Python                                | NOVV KIM                                                |

| Jahr | Titel                                 | Regisseur(e)           |
| ---- | ------------------------------------- | ---------------------- |
| 2014 | Around the World                      | Taku Igarashi          |
| 2015 | Love Train                            | Jimmy (BS Pictures)    |
| 2015 | Laugh Laugh Laugh                     | Jimmy (BS Pictures)    |
| 2016 | Hey Yah                               | Jimmy (BS Pictures)    |
| 2017 | My Swagger                            | Jimmy (BS Pictures)    |
| 2017 | My Swagger (Dance Version)            | Jimmy (BS Pictures)    |
| 2017 | Turn Up                               | Jimmy (BS Pictures)    |
| 2018 | Meet Me                               | Unbekannt              |
| 2018 | The New Era                           | Unbekannt              |
| 2018 | I Won’t Let You Go                    | Unbekannt              |
| 2019 | I Won’t Let You Go (Vertical Version) | Unbekannt              |
| 2019 | Love Loop                             | Seong Wonmo (Digipedi) |
| 2019 | Love Loop (Vertical Version)          | Seong Wonmo (Digipedi) |
| 2019 | Sing for U (Memorial Version)         | Unbekannt              |

## Boxsets
- 2014: Got Love Taiwan Special Edition
- 2014: Got7 Thailand Special Set

## Statistik

### Chartauswertung
|                     | KR     | JP     | CH    |
| ------------------- | ------ | ------ | ----- |
| Nummer-eins-Alben   | KR13KR | JP1JP  | CH—CH |
| Top-10-Alben        | KR19KR | JP6JP  | CH—CH |
| Alben in den Charts | KR19KR | JP17JP | CH1CH |

|                       | KR     | JP    |
| --------------------- | ------ | ----- |
| Nummer-eins-Singles   | KR—KR  | JP—JP |
| Top-10-Singles        | KR4KR  | JP5JP |
| Singles in den Charts | KR28KR | JP5JP |

|                          | JP    |
| ------------------------ | ----- |
| Nummer-eins-Videoalben   | JP—JP |
| Top-10-Videoalben        | JP5JP |
| Videoalben in den Charts | JP6JP |

### Auszeichnungen für Musikverkäufe
| Goldene Schallplatte - Thailand - 2014: für das Album Got7 Thailand Special Set |

Anmerkung: Auszeichnungen in Ländern aus den Charttabellen bzw. Chartboxen sind in ebendiesen zu finden.
| Land/RegionAuszeichnungen für Musikverkäufe (Land/Region, Auszeichnungen, Verkäufe, Quellen) | Gold  | Platin     | Verkäufe  | Quellen         |
| -------------------------------------------------------------------------------------------- | ----- | ---------- | --------- | --------------- |
| Südkorea (KMCA)                                                                              | —     | 8× Platin8 | 2.000.000 | circlechart.kr  |
| Thailand (TECA)                                                                              | Gold1 | —          | 5.000     | Einzelnachweise |
| Insgesamt                                                                                    | Gold1 | 8× Platin8 |           |                 |